# Стрельников, Василий Степанович
Василий Степанович Стрельников (1838 — 18 [30] марта 1882, Одесса, Российская империя) — русский военный юрист, прокурор Киевского военно-окружного суда, генерал-майор русской армии.

## Биография
Родился 1 февраля 1838 года в Санкт-Петербурге в семье коллежского советника Степана Федоровича Стрельникова и Анны Платоновны
(урождённой Волковой, дочери надворного советника).
В 1857 году окончил курс одного из кадетских корпусов, 28 декабря 1857 года произведен в первый офицерский чин.
Служил в армии, затем поступил в Николаевскую академию генерального штаба и успешно её закончил в 1862 году по первому разряду.
Затем, прослушал курс в офицерских классах при Аудиторском училище военного министерства, закончил его в 1868 году кандидатом на военно-судебные должности.
Недолго состоял на службе в Главном штабе, затем перевёлся в военно-судебное ведомство получив назначение товарищем военного прокурора Петербургского военно-окружного суда и профессором Александровской военно-юридической академии по кафедре судопроизводства.
Поступил на юридический факультет Петербургского университета, окончив его курс в 1869 году.
В Петербурге он выдвинулся, как обвинитель в известном деле штабс-капитана Э. К. Квитницкого (январь 1872 года).
13 апреля 1873 года произведен в полковники и назначен военным прокурором (сначала исправляющим должность) при Киевском военно-окружном суде.
30 августа 1880 года произведён в генерал-майоры, ему было поручено руководить дознанием и производством по важнейшим политическим делам.
Летом 1881 года он был вызван в Петербург для участия в работах комиссии М. С. Каханова по выработке положения о государственной охране, затем получил специальную командировку для производства дознания по некоторым важным государственным преступлениям в Юго-Западном и Южном крае (Киев, Киевская губерния, Подольская губерния, Волынская губерния, Одесская губерния[уточнить]).
В Одессе особенно энергично и жёстко проводил следственные мероприятия с арестованными представителями революционных организаций.
18 (30) марта 1882 года В. С. Стрельников был в упор застрелен народовольцем Н. А. Желваковым во время послеобеденной прогулки по Николаевскому бульвару в самом центре Одессы. На стенде краеведческого музея города Яготин сказано, что в организации убийства генерала принимал участие народоволец Павел Петрович Бобырь-Бухановский, в будущем друг и соратник известных общественных деятелей Михаила Коцюбинского и Евгения Чикаленко.
Похоронен на 1-м Христианском кладбище Одессы.
Братья: Федор (1832-?), Константин (1834-?), Платон (1840—1876) — надзиратель Московской полиции. Сестра: Анна (1829-?), замужем за Чичаговым Петром Никифоровичем

## Оценка деятельности
Серьёзные юридические познания и выдающиеся способности быстро выдвинули его в число заметных и результативных военных прокуроров в военно-судебном ведомстве, а участие в качестве обвинителя в ряде политических процессов партии «Народная воля» создало его имени широкую известность. До 1881 года руководил дознаниями и выступал обвинителем только на процессах в Киеве, среди которых был ряд громких дел (В. А. Осинского, «киевских бунтарей», кружка М. Р. Попова — Д. Т. Буцинского). Уже в то время выделялся из среды военных прокуроров пристрастием и жестокостью. Обвинительные речи всегда безукоризненные в ораторском отношении, однако, слишком отражали в себе его индивидуальные убеждения ярко консервативного характера. В 1881 году он выступил обвинителем в первом процессе по поводу еврейских погромов, причём его речь, проникнутая и пропитанная чувством ненависти к евреям, встретила самые оживленные рукоплескания в реакционной печати, с «Московскими Ведомостями» во главе, и довольно резкие по тому времени нападки в петербургских газетах левого лагеря.
«Прокурор-паук» — назвал его умеренный либерал, профессор А. Ф. Кистяковский, а революционер Сергей Кравчинский — «Торквемадой деспотизма».
В. С. Стрельников пользовался доверием и поддержкой Александра III, как решительный и бескомпромиссный борец с революционным подпольем. Большой ущерб, нанесённый революционерам, вынудил руководство партии «Народная воля» пойти на крайние меры и убить опасного для них прокурора. Опасен он был не столько сам по себе, сколько потому, что задавал тон процессам, на которых выступал, царил даже над судьями. Ценой жизни двух молодых народовольцев Н. А. Желвакова и С. Н. Халтурина это удалось сделать.
Сразу после покушения, утром 19 марта Александр III телеграфировал из Гатчины министру внутренних дел:
 Очень и очень сожалею о генерале Стрельникове. Потеря трудно заменимая. Прикажите генералу Гурко судить убийц военно-полевым законом, и чтобы в 24 часа они были повешены без всяких отговорок.
Генерал-губернатор Одессы И. В. Гурко выполнил указание, суд и казнь состоялись в 24 часа, и два террориста были повешены, даже без установления личностей и подлинных фамилий.

## Награды
- Орден Святого Станислава 2-й степени (1874).
- Орден Святого Владимира 4-й степени с мечами и бантом (1877).